# Пензенская кондитерская фабрика
Пензенская кондитерская фабрика — крупное предприятие России по производству кондитерских изделий, с 2003 года входит в группу компаний «Объединённые кондитеры».

## История
Пензенская кондитерская фабрика (ПКФ) является одним из старейших предприятий в Пензе и области. Возникла в 1925 году из небольшой кустарной кондитерской мастерской Пензенского центрального рабочего кооператива, производившего карамели и пряники. В 1928 году, после установки нового оборудования, предприятие производило до 30 тонн продукции в месяц и стало называться Пензенской карамельной фабрикой, и в 1938 году она начала вырабатывать шоколадную карамель.
К 1940 году производительность фабрики составляла до 800 тонн кондитерских изделий в год. После начала Великой Отечественной войны в Пензу был эвакуирован Гомельский кондитерский комбинат «Спартак» со своим оборудованием. По окончании войны, к 1950 году пензенская фабрика производила свыше 2 тысяч тонн кондитерских изделий. До 1967 года более 50 % продукции фабрики составляла карамель, а с 1968 года была налажена выработка ириса, мармелада, зефира и шоколадных конфет. В 1989 году на Пензенской кондитерской фабрике был введен в эксплуатацию новый 4-этажный производственный цех мощностью свыше 4 тысяч тонн кондитерских изделий в год.
После распада СССР фабрика была преобразована в ТОО ТПП «Кондитер». В 1998 ТОО «Кондитер» было преобразовано в ЗАО «Пензенская кондитерская фабрика», которая выпускает в настоящее время более 200 наименований кондитерских и мучных изделий: вафли, различные сорта конфет, торты, драже, зефир, ирис и другие.
На фабрике имеется музей её истории.

## Продукция
В Пензе работают несколько фирменных магазинов фабрики. Предприятие является призёром выставок в России и за рубежом: почетный диплом «За высокое качество продукции» выставки «Сладкий мир» (Санкт-Петербург), приз «Золотой ярлык» (Франция, Швейцария), награда «Факел Бирмингема», диплом международной выставки «Сладкоежка-98», золотая медаль международной ярмарки продовольствия «Проэкспо-99».
ЗАО «Пензенская кондитерская фабрика» является членом ассоциации «Юнискан» (признание продукции на международном уровне). Производимая ею продукция соответствует требованиям Европейского сообщества: система менеджмента безопасности пищевой продукции отвечает требованиям схемы сертификации FSSC 22000, включая требования ISO 22000:2018, ISO/ТS 22002-1:2009. Предприятием получен сертификат соответствия с регистрационным номером FS-9144/19. Также система менеджмента качества сертифицирована с июня 2004 года и соответствует требованиям ГОСТ Р ИСО 9001-2015 (ISO 9001:2015), получен сертификат соответствия RU CMS-RU.PT02.00133.